# Behendigheid (hondensport)

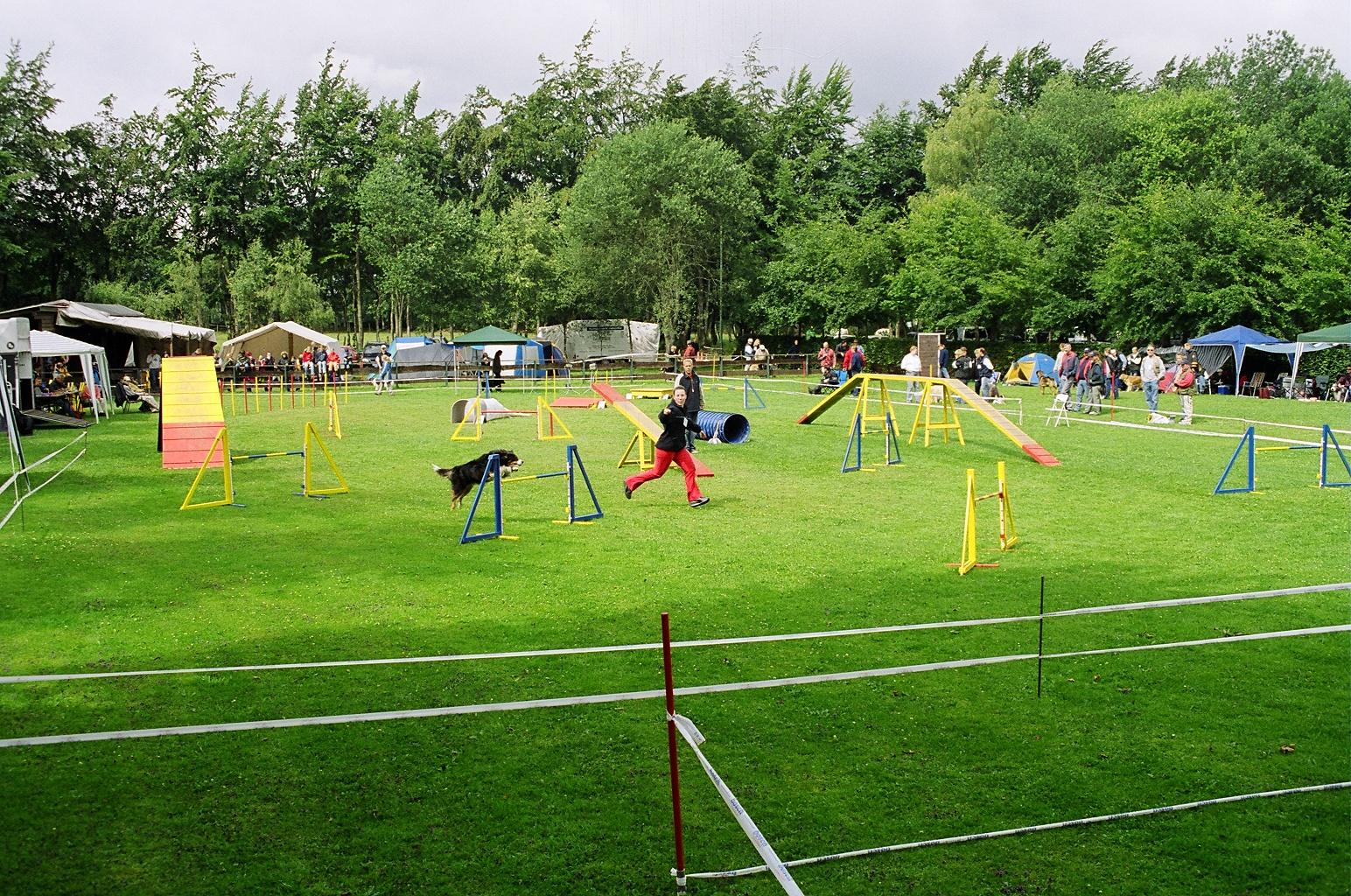
Behendigheidsparcours

Behendigheid (ook wel agility genoemd) is een hondensport, waarbij een hond, geleid door zijn begeleider, zo snel en behendig mogelijk een hindernisparcours aflegt vergelijkbaar met jumping bij paardensport. 
De behendigheidsport is voor veel honden en hun baas een vrijetijdsbesteding. Het parcours omvat een aantal hindernissen die de hond moet nemen in een minimum van tijd, op de juiste wijze en in een bepaalde volgorde. De hindernissen doen beroep op zowel de snelheid als op het atletisch vermogen van de hond. Durf en doorzettingsvermogen zijn belangrijk en de aangeboren leergierigheid van de hond wordt door deze sport gestimuleerd.

## Voor- en nadelen
Voordelen van de sport zijn:
- Hond en baas leren van elkaar en kunnen zo naar elkaar toe groeien om een team te vormen.
- De hond heeft nood aan veel beweging en conditie. De sport komt hieraan tegemoet.

Een nadeel van de sport blijkt uit onderzoek uit 2013. Rond 1 op de 3 honden blijkt verwondingen op te lopen door activiteiten die samenhangen met behendigheid. De meest voorkomende zijn verrekkingen, verstuikingen en kneuzingen, vooral aan de schouders, rug, botten van de tenen en nek. De verwondingen werden veroorzaakt door contact met hindernissen tijdens een sprong.

## Ontstaan van behendigheid
In 1978 werd in Londen ter gelegenheid van Cruft's dog show, een soort behendigheid-programma voor het eerst voor een publiek gebracht. Eén der medewerkers, John Varnely, moest een tussendoortje bedenken tijdens de pauzes van de keuringen. Het idee groeide om de honden iets vergelijkbaar met 'jumping' in de paardensport te laten doen. Onder impuls van Peter Lewis en John Gilbert groeide behendigheid snel. In 1980 werd een meer gevarieerd programma met wedstrijdvormen en reglementen gelanceerd.

## Het behendigheidsparcours
De hond moet een parcours van 15 à 22 hindernissen in een voorgeschreven volgorde foutloos en zo snel mogelijk afleggen. De keurder ontwerpt zijn eigen parcours, van wedstrijd tot wedstrijd. De geleider ("handler") mag de hond met de stem en gebaren aanwijzingen geven, maar mag noch de hond, noch de hindernissen aanraken. De hindernissen doen beroep op verschillende vaardigheden van de hond: 
- Springen over de hoogtesprong, breedtesprong, muur of een bandsprong
- Doorgang door een tunnel of slurf
- Slalom langs de paaltjes
- Raakvlaktoestellen zoals de kattenloop (catwalk), de A-schutting en de wip

|  |  |

## Behendigheid in België
In het begin der jaren tachtig werd in België een eigen reglement voor het "programma voor behendigheid" opgesteld door de sectie 4C van de K.K.U.S.H. In 1988 werd het eerste officieel "behendigheidsreglement" uitgegeven en sedertdien kent de K.K.U.S.H. 65 wedstrijden per jaar. Eind 1989 erkende de F.C.I. deze sport officieel en kwam er ook een internationaal geldend reglement. F.C.I. en K.K.U.S.H. zijn federaties voor rashonden met stamboom. In 2000 werd het International Federation of Cynological Sports(I.F.C.S) opgericht als internationale koepelorganisatie voor de hondensport die niet beperkt is tot uitsluitend rashonden met stamboom. In België is de V.O.E. als hondenfederatie erkend door het I.F.C.S. en heeft 30 wedstrijden per jaar.
Vanaf 1992 bestaat er in België een "Grote Prijs Agility", ingericht door de Koninklijke Maatschappij Sint-Hubertus (K.M.S.H) en wordt georganiseerd door één der aangesloten verenigingen van de Koninklijke Kynologische Unie St. Hubertus (K.K.U.S.H.). Andere nationale en internationale wedstrijden, niet ingericht door de Nationale Kynologische Organisaties (N.K.O), worden gesponsord onder andere door dierenvoedingproducenten.

## Behendigheid in Nederland
In Nederland zijn er twee koepelorganisaties voor de behendigheidssport, Federatie Hondensport Nederland (FHN) en Raad van Beheer.
- Er zijn drie graden van moeilijkheid: A-klasse (1e graad), B-klasse (2e graad) en C-klasse (3e graad). Een hond begint in de 1e graad en kan na promotie niet meer terugkeren in de 1e graad. Tussen de 2e en 3e graad is promotie en degradatie mogelijk. De klasses worden daarom gezamenlijk ook wel 'open klasse' genoemd.
- Bij de Raad van Beheer zijn vier hoogteklasses: small (30 cm), medium (40 cm) , intermediate (50 cm) en large (60 cm). Bij de FHN zijn er vier hoogteklasses: toy (30 cm), small (40 cm), medium (50 cm) en large (60 cm).
- Een 1300-tal honden doen mee aan wedstrijden.
- Er zijn grote verschillen in het aantal gespeelde wedstrijden. 50% van de honden speelt maximum 10 wedstrijden en ongeveer 25% van de deelnemende honden maximum 20 wedstrijden. De overigen spelen meer wedstrijden; een paar enkelingen zelfs meer dan 50. Deze verhoudingen lijken redelijk constant over de jaren.